# Тишківська сільська рада (Лубенський район)
Тишківська сільська рада — колишній орган місцевого самоврядування у Лубенському районі Полтавської області з адміністративним центром у с. Тишки.

## Населені пункти
Сільській раді підпорядковані населені пункти:
- c. Тишки
- c. Крутий Берег

## Склад ради
Рада складається з 12 депутатів та голови.

### Керівний склад ради
| ПІБ                       | Основні відомості | Дата обрання | Дата звільнення |
| ------------------------- | ----------------- | ------------ | --------------- |
| Шапаренко Василь Іванович | Сільський голова  | 31.10.2010   |                 |

## Населення
Згідно з переписом УРСР 1989 року чисельність наявного населення сільської ради становила 846 осіб, з яких 339 чоловіків та 507 жінок.
За переписом населення України 2001 року в сільській раді мешкали 604 особи.

### Мова
Розподіл населення за рідною мовою за даними перепису 2001 року:
| Мова       | Відсоток |
| ---------- | -------- |
| українська | 99,17 %  |
| російська  | 0,83 %   |